# The Legend of Zelda: Breath of the Wild
The Legend of Zelda:  Breath of the Wild (ゼルダの伝説 ブレス オブ ザ ワイルド?, Zeruda no Densetsu: Buresu obu za Wairudo) è un videogioco action-adventure del 2017, sviluppato da Nintendo EPD e pubblicato da Nintendo per Nintendo Switch, Wii U e Nintendo Switch 2. Si tratta del diciottesimo capitolo della saga di videogiochi The Legend of Zelda. Il 7 dicembre 2017, in occasione dei Game Awards, ha vinto il premio di gioco dell'anno, e ha ricevuto un seguito, The Legend of Zelda: Tears of the Kingdom, pubblicato globalmente il 12 maggio 2023 per Nintendo Switch.

## Trama

### Diecimila anni prima
Il regno di Hyrule viene ciclicamente flagellato da una malvagia entità conosciuta da tutti come Calamità Ganon. Quando ne venne profetizzato il ritorno, per scacciarla si decise di impiegare la tecnologia degli Sheikah, il più avanzato dei popoli che abitavano il regno: vennero quindi creati dei punti di osservazione detti torri Sheikah, dei sacrari per addestrare l'eroe che avrebbe sconfitto la Calamità ed un esercito di robot da combattimento chiamati Guardiani. Vennero anche costruite quattro imponenti macchine da guerra, i Colossi sacri Vah Ruta, Vah Rudania, Vah Medoh e Vah Naboris, poi affidate a quattro Campioni, dei guerrieri formidabili ognuno proveniente da una delle popolazioni di Hyrule. Tutto procede secondo i piani ed al ritorno di Ganon l'attacco coordinato di tutti lo porta velocemente alla sconfitta.

### Cento anni prima
Viene nuovamente profetizzato il ritorno di Ganon e stavolta la salvezza di Hyrule si trova "nella terra": scavando nell'Altopiano Gerudo, le popolazioni del regno ritrovano infatti i Guardiani ed i Colossi sacri e si decide di replicare la tattica utilizzata in passato. I quattro nuovi Campioni sono la principessa Mipha degli Zora, al comando di Ruta, Daruk dei Goron, assegnato a Rudania, Revali dei Rito, al controllo di Medoh, e Urbosa delle Gerudo, a cui è affidata Naboris. La spada che esorcizza il male, la Spada suprema, sceglie inoltre il suo campione: un giovane ma già abile soldato Hylia chiamato Link. Per questo motivo, Link diventa inoltre guardia personale della figlia di re Rhoam, la principessa Zelda.
Inizialmente Zelda è ostile nei confronti di Link sentendosi inadeguata non avendo, a differenza sua, ottenuto il potere capace di sconfiggere la Calamità e anche perché, essendo la sua guardia del corpo, la segue sempre durante le ricerche e ciò la irrita. Tuttavia dopo essere stata salvata da lui dopo un attacco degli “Yiga” (un gruppo di Sheikah che hanno tradito la propria tribù e che desiderano il ritorno della Calamità) comincia ad aprirsi. Zelda inoltre crede di non aver ereditato il potere capace di sconfiggere la Calamità, generazionale nei membri femminili della sua famiglia, e per questo, pur di aiutare il regno in qualche modo, studia le reliquie ancestrali, cosa che il padre non approva considerandola una distrazione, nonostante gli evidenti sforzi per risvegliare il potere. Zelda, per il giorno del suo diciassettesimo compleanno, parte insieme a Link per il “monte di Ranel” dove è situata la fonte della saggezza ma il potere non si risveglia nemmeno li.
Poco dopo che i due scendono dalla montagna la Calamità Ganon ritorna ma, memore della sua sconfitta, prende il controllo dei Guardiani e dei Colossi sacri e uccide i quattro Campioni. Zelda riesce miracolosamente a scappare con Link, il quale continua a difendere la principessa fino allo stremo delle forze: vedendo Link ormai inabile a combattere, Zelda finalmente riesce a risvegliare il suo potere sopito. Quando Link sviene per le troppe ferite, Zelda inoltre sente la "voce" della Spada suprema, che inizia a guidarla: la principessa fa sì che Link venga posto nel “sacrario della rinascita", un luogo capace di curare le ferite delle persone ma facendole perdere la memoria e facendole entrare in una sorta di coma.
Zelda si reca poi nel mezzo della foresta di Hyrule, dove ripone la Spada suprema nel suo piedistallo affinché si ripari e ne affida la custodia al Grande Albero Deku fino al ritorno di Link. Fatto ciò, la principessa torna al castello di Hyrule per un ultimo gesto: utilizzando i suoi poteri, sigilla Ganon nel perimetro del castello in attesa che Link si risvegli, perdendo il suo corpo e diventando immune allo scorrere del tempo.
La vittoria di Ganon tuttavia si ripercuote su tutta Hyrule, mietendo un'enorme quantità di vittime, ed il regno diventa irto di pericoli e di mostri.

### Il risveglio di Link
Link si risveglia senza alcun ricordo del suo passato: Zelda gli ha lasciato nel sacrario la tavoletta Sheikah, un dispositivo ancestrale che funziona come una sorta di tablet. Uscito dal sacrario, Link viene guidato da un misterioso vecchietto e da una voce a lui sconosciuta, dopo aver attivato la torre Sheikah dell'altopiano delle origini (il luogo in cui si è risvegliato) si attivano anche le altre torri e i sacrari. Il vecchio allora chiede a Link di andare nei quattro sacrari dell'altopiano e di portargli gli “emblemi del trionfo”, ottenuti raggiungendo il cuore del sacrario. Link inoltre ottiene 4 poteri: il “Kalamitron” che permette di spostare gli oggetti di metallo, le “bombe radiocomandate” di forma sia sferica sia quadrata, che Link può far esplodere a suo piacimento, lo “Stasys” che consente di bloccare nel tempo gli oggetti e il “Glacyor” che permette di creare pilastri di ghiaccio sull’acqua. Fatto ciò il vecchio chiede a Link di raggiungere il “santuari del tempo” dell’altopiano. All'interno trova una statua della Dea Hylia (la dea protettrice di Hyrule) la cui voce dice a Link che se vuole può scambiare i quattro emblemi del trionfo con un Portacuore (che aumenta di un cuore la vitalità di Link) o un Portavigore (che aumenta di un po' la stamina di Link). Sulla cima, invece, Link incontra il vecchio, rivelandosi essere il fantasma di Re Rhoam, il re di Hyrule che gli spiega cosa stia succedendo. Link ha dormito nel sacrario della rinascita per 100 anni e che la voce che sente è quella di Zelda che dopo un secolo sta ancora lottando per contenere la Calamità, e lo implora quindi di salvare Hyrule e soprattutto sua figlia. Per fare ciò il re dona a Link la paravela che serve per fuggire dall’altopiano e dicendogli che volendo potrebbe già dirigersi al castello ma se vuole un aiuto dovrebbe andare al villaggio Calbarico, luogo dove risiedono gli Sheikah.
Link si mette in viaggio arrivando al villaggio Calbarico, il luogo in cui gli Sheikah fedeli al regno si sono ritirati: qua incontra Impa, l'ultracentenaria capovillaggio e una dei pochissimi sopravvissuti agli eventi di cento anni fa. Rendendosi conto dell'amnesia di Link, dopo avergli raccontato la leggenda di come Ganon venne scacciato diecimila anni prima, Impa lo avvisa che prima di affrontare Ganon è necessario liberare i quattro Colossi sacri dalla sua influenza e che deve recuperare i suoi ricordi. Viene quindi messo sulle tracce di Pruna, un'altra Sheikah che riesce a sbloccare delle immagini legate al passato di Link presenti nella tavoletta Sheikah.
Fatto ciò, Link inizia ad esplorare Hyrule per trovare gli strumenti necessari a vincere la Calamità Ganon e purifica i Colossi dal controllo di Ganon. Sconfiggendoli, Link libera gli spiriti dei Campioni caduti, i quali, dopo avergli donato il loro potere, riprendono il comando delle macchine e si preparano a colpire Ganon quando Link ingaggerà battaglia con lui.
Continuando a viaggiare, Link ritrova pian piano i propri ricordi ed inoltre, scopre che la Spada suprema, necessaria per battere Ganon, è situata nel Bosco perduto, un bizzarro luogo perennemente avvolto da una fitta coltre di nebbia. Essendosi addestrato abbastanza, reclama la Spada e, ormai pronto, si dirige verso il castello di Hyrule. Aggirate le macchine che lo sorvegliavano, Link si ritrova davanti al portone della roccaforte: lì sente nuovamente la voce di Zelda, che fa cedere la barriera così che possa dirigersi da Ganon, situato nel punto più alto del castello.
Raggiunto il posto dove la Calamità risiede, Link scopre di essere arrivato giusto in tempo: la principessa Zelda aveva appena ceduto, poiché Ganon, in questo secolo, stava sì cercando di infrangere la barriera innalzata da Zelda, ma stava anche assorbendo il suo potere. Grazie anche all'aiuto dei Colossi sacri e di Zelda, Ganon viene infine sconfitto da Link e scacciato dalla principessa, che riassume anche la sua forma corporea. Con la minaccia cessata, gli spiriti di re Rhoam e dei quattro Campioni hanno compiuto il loro scopo e si congedano da quel mondo; Link e Zelda quindi decidono di andare dalle altre popolazioni del regno per ricostruire Hyrule insieme.

## Modalità di gioco

Schermata del gioco

Il gameplay di The Legend of Zelda: Breath of the Wild si differenzia molto da quello dei precedenti capitoli della serie per la sua veste grafica in cel-shading, ispirata a quella degli anime giapponesi, per la sua linea narrativa e per il suo vastissimo mondo di gioco aperto, dodici volte superiore a quello di Twilight Princess.
Il giocatore dovrà esplorare nuovi dungeon servendosi di un notevole arsenale di armi, espanso dalle bombe che la tavoletta Sheikah può evocare e dalla Spada suprema, e per la prima volta potrà scalare pressoché ogni cosa, agevolando di molto l'esplorazione. Tuttavia, dovrà tenere in considerazione anche la temperatura dell'ambiente, poiché senza gli abiti adatti Link perderà gradualmente punti salute in determinati luoghi.
Nel gioco è possibile domare dei cavalli, rallentare il tempo durante le battaglie e fare uso della tavoletta Sheikah, un dispositivo dotato di strumenti che il giocatore troverà nel corso della sua avventura. Nei panni di Link, i giocatori possono eseguire azioni come correre, arrampicarsi, nuotare e planare con la paravela, sebbene Link sia limitato dalla suo vigore. Cucinando e mangiando i cibi preparati, oltre a punti salute, si possono ottenere effetti aggiuntivi come la riduzione del rumore che Link produce spostandosi, il ripristino o l'aumento del vigore, dei cuori massimi temporanei che andranno persi se svuotati, rendere isolato Link dall'elettricità in caso di temporali, aumentare o abbassare la temperatura corporea in base all'ambiente o diventare ignifughi.
A differenza dei precedenti giochi della serie, le armi e gli scudi si degradano con l'uso, fino a rompersi. La Spada suprema è l'unica arma indistruttibile nel gioco, ma può esaurire l'energia dopo un uso prolungato, richiedendo una ricarica di 10 minuti.
Oltre all'esplorazione, i giocatori possono sottoporsi a missioni o sfide per ottenere determinati vantaggi. L'attivazione di torri e sacrari aggiungerà punti di passaggio alla mappa verso cui il giocatore potrà teletrasportarsi in qualsiasi momento. Inoltre attivando le torri, esse sbloccheranno nuove sezioni nella mappa di gioco. Completando i sacrari si ottengono gli "emblemi del trionfo"; dopo aver guadagnato quattro di questi emblemi, essi possono essere scambiati, dalle statue delle Dee Hylia, con cuori o vigore aggiuntivi.
Sparsi per tutta Hyrule ci sono piccoli enigmi che rivelano semi Korogu, che possono essere scambiati per espandere le dimensioni dell'inventario per armi, scudi e archi.
Inoltre, i giocatori possono scansionare le figure Amiibo con il proprio controller per evocare oggetti o chiamare il cavallo di Link, Epona  e Link Lupo di Twilight Princess.

### Sistema di combattimento
Link può brandire una vasta gamma di armi tra cui spade, spadoni, archi e lance, o utilizzare oggetti ambientali come dei barili esplosivi per attaccare i nemici in scontri in tempo reale. Il gioco incoraggia l'approccio tattico al combattimento; il giocatore può sfruttare l'ambiente circostante, ad esempio spostandosi furtivamente per avvicinarsi in silenzio ai nemici, congelando il tempo con il potere dello Stasys contenuto nella tavoletta Sheikah, scagliare oggetti con la telecinesi o planare da altezze elevate per eseguire attacchi a sorpresa.
Il sistema di combattimento offre inoltre diversi stili di gioco. Il giocatore può adottare un approccio diretto e aggressivo, affrontando i nemici frontalmente con spade e scudi, o adottare un metodo più tattico, cercando punti deboli nei movimenti dei nemici per contrattaccare con precisione. Inoltre, utilizzando armi a distanza come archi e frecce si potrà attaccare da lontano, o colpire i nemici in punti vulnerabili qualora le armi ravvicinate non possano raggiungere il bersaglio.
Infine, Breath of the Wild incoraggia l'esplorazione e l'adattamento all'ambiente. Sfruttando il terreno è possibile arrampicarsi su delle scogliere o utilizzare la paravela per guadagnare un vantaggio posizionale prima di ingaggiare un nemico.

## Sviluppo

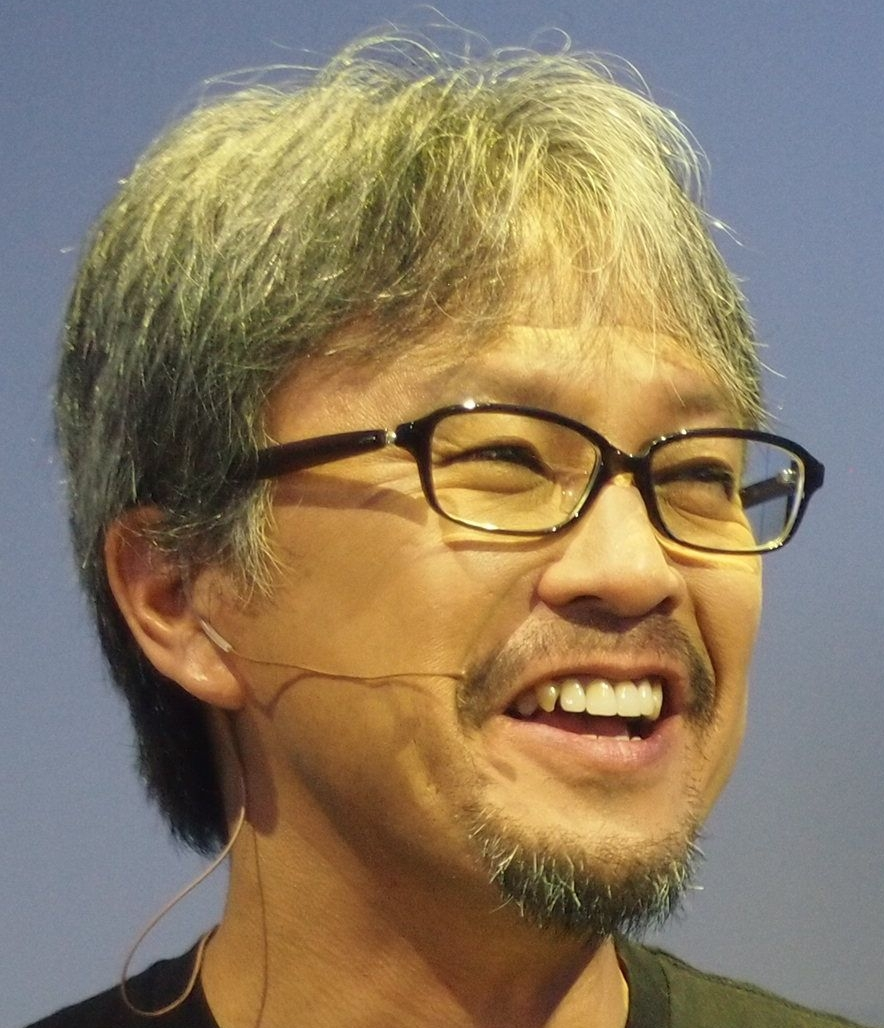
Eiji Aonuma, produttore del videogioco

The Legend of Zelda: Breath of the Wild ha subito un ciclo di sviluppo molto lungo; difatti, la sua prima rivelazione ufficiale risale al 2013, anno in cui il supervisore della serie, Eiji Aonuma, annunciò durante un Nintendo Direct lo sviluppo di un nuovo capitolo della serie The Legend of Zelda per Wii U, senza tuttavia mostrarlo.
A sua detta, si sarebbe incentrato esclusivamente sulla modalità di giocatore in singolo ed avrebbe permesso la possibilità di esplorare i dungeon secondo un ordine preciso. Maggiori dettagli vennero poi rivelati l’anno successivo, quando, in occasione del Nintendo Digital Event dell'E3 2014, il gioco fu presentato per la prima volta al pubblico con un breve filmato che mostrava Link che lanciava delle frecce contro un guardiano, uno dei nemici presenti nel gioco, che lo attaccava mentre cavalcava Epona. 
Allora il gioco non aveva un titolo definitivo ed inizialmente la sua data d’uscita era stata prefissata per il 2015. Tuttavia Aonuma, vista poi la necessità di rendere il gioco completo al cento per cento, annunciò il 27 marzo del 2015, attraverso un video, non solo che sarebbe stato rimandato ma che non sarebbe stato ripresentato all’E3 2015.
Pochi mesi dopo si ebbe una conferenza tra gli azionisti di Nintendo, durante la quale fu confermato che il nuovo titolo della serie Zelda sarebbe stato pubblicato nel 2016. Anche questa conferma però non si dimostrò quella decisiva: di fatto la lavorazione del motore fisico costrinse gli sviluppatori a rimandarlo nuovamente. Questa volta la data d’uscita per il gioco fu prevista per marzo 2017 e inoltre fu annunciato che non sarebbe uscito solo per Wii U, ma anche per la piattaforma allora in lavorazione Nintendo Switch (precedentemente nota come Nintendo NX).
Alla fine, dopo due anni di attesa, il gioco fu finalmente ripresentato all'E3 2016 con un trailer che presentava il gameplay, mentre il 13 gennaio del 2017, alla fine della conferenza di presentazione del Nintendo Switch, fu rivelato che la data d’uscita definitiva era prevista per il 3 marzo.

### Doppiaggio
Per la prima volta in un capitolo di Zelda, i personaggi si esprimono attraverso il parlato e sono stati doppiati in varie lingue, compreso l'italiano, anche se solo nei filmati; durante il gioco non vi è alcun parlato, ma solo delle didascalie. Inoltre Link è l'unico dei personaggi principali a non parlare. 
Il direttore del doppiaggio per la versione italiana è stato Alessandro Ricci.

#### Doppiatori
| Personaggio        | Doppiatore originale | Doppiatore italiano  |
| ------------------ | -------------------- | -------------------- |
| Link               | Kengo Takanashi      | originale            |
| Principessa Zelda  | Yū Shimamura         | Martina Felli        |
| Re Rhoam           | Hiroshi Naka         | Natale Ciravolo      |
| Impa               | Shōko Tsuda          | Elisabetta Cesone    |
| Daruk              | Kōji Takeda          | Pietro Ubaldi        |
| Principessa Mipha  | Mayu Isshiki         | Sabrina Bonfitto     |
| Revali             | Noboru Yamaguchi     | Massimo Di Benedetto |
| Urbosa             | Rei Shimoda          | Tania De Domenico    |
| Grande albero Deku | Hideaki Nonaka       | Marco Balbi          |
| Yunobo             | Kumiko Watanabe      | Alessandro Germano   |
| Principe Sidon     | Kōsuke Ōnishi        | Paolo De Santis      |
| Teba               | Takuya Masumoto      | Massimiliano Lotti   |
| Riju               | Arisa Sakuraba       | Tiziana Martello     |
| Maestro Koga       | Atsuyoshi Miyazaki   | originale            |

## Accoglienza
| Testata         | Giudizio |
| --------------- | -------- |
| SpazioGames.it  | 10/10    |
| Multiplayer.it  | 9.7/10   |
| Eurogamer (ITA) | 9/10     |
| Respawn.it      | 9.5/10   |
| IGN (ITA)       | 9.6/10   |
| Everyeye.it     | 9/10     |
| NintendOn       | 10/10    |

Il videogioco è stato acclamato dalla critica ottenendo su GameRankings il terzo posto in assoluto in base ai voti, con 97.30/100. Anche su Metacritic è risultato essere molto apprezzato dalla critica, ottenendo il voto di 97/100.
Al termine dei Game Awards 2017, oltre ad essere stato eletto gioco dell'anno, il videogioco ha ricevuto anche il premio Miglior game direction e Miglior action/adventure game.
Il videogioco è stato premiato come "Gioco dell'Anno" ai Golden Joystick Awards, il 17 novembre 2017.
Alla fine del 2019 è stato inserito al secondo posto nella classifica dei migliori giochi del decennio 2010-19 di Metacritic, dietro solamente a Super Mario Galaxy 2.

### Riconoscimenti
| Premio                            | Data              | Categoria                                 | Risultato       | Ref.          |
| --------------------------------- | ----------------- | ----------------------------------------- | --------------- | ------------- |
| Game Critics Awards               | 5 luglio 2016     | Best Action/Adventure Game                | Vincitore/trice | [ 32 ]        |
| Game Critics Awards               | 5 luglio 2016     | Best Console Game                         | Vincitore/trice | [ 32 ]        |
| Game Critics Awards               | 5 luglio 2016     | Best of Show                              | Vincitore/trice | [ 32 ]        |
| The Game Awards 2016              | 1 dicembre 2016   | Most Anticipated Game                     | Vincitore/trice | [ 33 ]        |
| 2017 Teen Choice Awards           | 13 agosto 2017    | Choice Video Game                         | Candidato/a     | [ 34 ]        |
| Japan Game Awards                 | 21 settembre 2017 | The Grand Award                           | Vincitore/trice | [ 35 ]        |
| BBC Radio 1's Teen Awards         | 22 ottobre 2017   | Best Game                                 | Candidato/a     | [ 36 ]        |
| Ping Awards                       | 8 novembre 2017   | Best International Game                   | Vincitore/trice | [ 37 ]        |
| Golden Joystick Awards            | 17 novembre 2017  | Best Visual Design                        | Candidato/a     | [ 38 ] [ 39 ] |
| Golden Joystick Awards            | 17 novembre 2017  | Best Audio                                | Vincitore/trice | [ 38 ] [ 39 ] |
| Golden Joystick Awards            | 17 novembre 2017  | Critics' Choice Award                     | Vincitore/trice | [ 38 ] [ 39 ] |
| Golden Joystick Awards            | 17 novembre 2017  | Nintendo Game of the Year                 | Vincitore/trice | [ 38 ] [ 39 ] |
| Golden Joystick Awards            | 17 novembre 2017  | Ultimate Game of the Year                 | Vincitore/trice | [ 38 ] [ 39 ] |
| The Game Awards 2017              | 7 dicembre 2017   | Game of the Year                          | Vincitore/trice | [ 40 ]        |
| The Game Awards 2017              | 7 dicembre 2017   | Best Game Direction                       | Vincitore/trice | [ 40 ]        |
| The Game Awards 2017              | 7 dicembre 2017   | Best Art Direction                        | Candidato/a     | [ 40 ]        |
| The Game Awards 2017              | 7 dicembre 2017   | Best Score/Music                          | Candidato/a     | [ 40 ]        |
| The Game Awards 2017              | 7 dicembre 2017   | Best Audio Design                         | Candidato/a     | [ 40 ]        |
| The Game Awards 2017              | 7 dicembre 2017   | Best Action/Adventure Game                | Vincitore/trice | [ 40 ]        |
| 21st Annual D.I.C.E. Awards       | 22 febbraio 2018  | Game of the Year                          | Vincitore/trice | [ 41 ]        |
| 21st Annual D.I.C.E. Awards       | 22 febbraio 2018  | Adventure Game of the Year                | Vincitore/trice | [ 41 ]        |
| 21st Annual D.I.C.E. Awards       | 22 febbraio 2018  | Outstanding Achievement in Art Direction  | Candidato/a     | [ 41 ]        |
| 21st Annual D.I.C.E. Awards       | 22 febbraio 2018  | Outstanding Technical Achievement         | Candidato/a     | [ 41 ]        |
| 21st Annual D.I.C.E. Awards       | 22 febbraio 2018  | Outstanding Achievement in Game Design    | Vincitore/trice | [ 41 ]        |
| 21st Annual D.I.C.E. Awards       | 22 febbraio 2018  | Outstanding Achievement in Game Direction | Vincitore/trice | [ 41 ]        |
| SXSW Gaming Awards                | 17 marzo 2018     | Excellence in Musical Score               | Candidato/a     | [ 42 ] [ 43 ] |
| SXSW Gaming Awards                | 17 marzo 2018     | Excellence in Animation                   | Candidato/a     | [ 42 ] [ 43 ] |
| SXSW Gaming Awards                | 17 marzo 2018     | Excellence in Art                         | Candidato/a     | [ 42 ] [ 43 ] |
| SXSW Gaming Awards                | 17 marzo 2018     | Excellence in Gameplay                    | Vincitore/trice | [ 42 ] [ 43 ] |
| SXSW Gaming Awards                | 17 marzo 2018     | Excellence in Design                      | Vincitore/trice | [ 42 ] [ 43 ] |
| SXSW Gaming Awards                | 17 marzo 2018     | Video Game of the Year                    | Vincitore/trice | [ 42 ] [ 43 ] |
| Game Developers Choice Awards     | 21 marzo 2018     | Best Audio                                | Vincitore/trice | [ 44 ] [ 45 ] |
| Game Developers Choice Awards     | 21 marzo 2018     | Best Design                               | Vincitore/trice | [ 44 ] [ 45 ] |
| Game Developers Choice Awards     | 21 marzo 2018     | Innovation Award                          | Candidato/a     | [ 44 ] [ 45 ] |
| Game Developers Choice Awards     | 21 marzo 2018     | Best Technology                           | Candidato/a     | [ 44 ] [ 45 ] |
| Game Developers Choice Awards     | 21 marzo 2018     | Best Visual Art                           | Candidato/a     | [ 44 ] [ 45 ] |
| Game Developers Choice Awards     | 21 marzo 2018     | Game of the Year                          | Vincitore/trice | [ 44 ] [ 45 ] |
| 14th British Academy Games Awards | 12 aprile 2018    | Artistic Achievement                      | Candidato/a     | [ 46 ] [ 47 ] |
| 14th British Academy Games Awards | 12 aprile 2018    | Best Game                                 | Candidato/a     | [ 46 ] [ 47 ] |
| 14th British Academy Games Awards | 12 aprile 2018    | Game Design                               | Candidato/a     | [ 46 ] [ 47 ] |
| 14th British Academy Games Awards | 12 aprile 2018    | Game Innovation                           | Vincitore/trice | [ 46 ] [ 47 ] |
| 14th British Academy Games Awards | 12 aprile 2018    | Music                                     | Candidato/a     | [ 46 ] [ 47 ] |
| 2018 Teen Choice Awards           | 12 agosto 2018    | Choice Video Game                         | Candidato/a     | [ 48 ] [ 49 ] |
| CEDEC Awards                      | 23 agosto 2018    | Engineering                               | Vincitore/trice | [ 50 ]        |

## Eredità
Poco dopo l'uscita di Breath of the Wild, giornalisti e personaggi dell'industria dei videogiochi hanno discusso di come avrebbe influenzato i futuri giochi open world e la serie Zelda. Benjamin Plich, designer di Assassin's Creed Unity e For Honor, ha affermato di ritenere che gli sviluppatori avrebbero tratto ispirazione dall'attenzione del gameplay sperimentale ed emergente, come "la capacità di sperimentare le cose più liberamente, in modo aperto" e avendo un senso di autonomia e sperimentazione dell’ambiente e degli strumenti a propria disposizione. Damien Monnier, designer di The Witcher 3: Wild Hunt, ha detto che Breath of the Wild è riuscito a riunire le meccaniche classiche del mondo aperto senza fare affidamento su di esse per guidare il giocatore attraverso il suo mondo, incoraggiando i giocatori a esplorare. PC Gamer ha scritto che stabilisce un nuovo standard per il suo genere e per i giochi futuri a venire. 
Negli anni trascorsi dalla sua uscita, diversi giochi e sviluppatori hanno citato Breath of the Wild come ispirazione. Questi includono: Genshin Impact, Ghost of Tsushima, Immortals Fenyx Rising, Telling Lies, Halo Infinite, Elden Ring, e Forspoken. Sono state notate somiglianze anche tra Breath of the Wild e altri giochi open-world sin dal suo lancio, tra cui Leggende Pokémon: Arceus, Sonic Frontiers e Horizon Forbidden West. Secondo Digital Trends, Breath of the Wild è diventato un popolare punto di confronto tra i giochi open world.

### Sequel
Durante l'E3 2019 viene rivelato un breve trailer che si conclude con l'annuncio di un seguito diretto a Breath of the Wild; successivamente, Nintendo ha annunciato che il sequel di Zelda sarebbe uscito nella primavera del 2023. Il 13 settembre 2022, in occasione del Nintendo Direct, fu annunciato il titolo definitivo, The Legend of Zelda: Tears of the Kingdom, mostrato un nuovo trailer e la definitiva data d'uscita, stabilita per il 12 maggio 2023.

### Prequel
A settembre 2020 è stato annunciato il prequel di The Legend of Zelda: Breath of The Wild, chiamato Hyrule Warriors: L'era della calamità, ambientato in un mondo parallelo rispetto a quello di Breath of the Wild. 
Proprio per tale ragione, parlare di prequel potrebbe non essere adatto, dato che si tratta a tutti gli effetti di una storia alternativa a quella narrata in Breath of the Wild. Se, ad esempio, nel gioco del 2017 il risveglio di Ganon porta alla sconfitta dell’esercito di Hyrule e alla necessità di nascondere e proteggere Link per far sì che si riprenda così da sconfiggere la grande calamità cento anni dopo, in Hyrule Warriors la trama prevede che Hyrule riesca effettivamente a sconfiggere la minaccia portata dal risveglio del malvagio Ganon. 
I due titoli presentano numerose differenze: in Hyrule Warriors è possibile utilizzare svariati personaggi in combattimento, sia antagonisti che secondari, e i due titoli si differenziano anche per una sostanziale differenza in termini di esplorazione e struttura. Se Breath of the Wild ha dovuto infatti la sua popolarità alla vastità del suo open world e all'altissimo grado di interazione con NPC e ambiente circostante, Hyrule Warriors si caratterizza come un più classico beat ‘em all, in cui sono estremamente limitate (ma non del tutto assenti) le possibilità di esplorazione degli ambienti, e che adopera una struttura a livelli.